# Brigitte Taillandier
Pour les articles homonymes, voir Taillandier (homonymie).
Brigitte Taillandier est une ingénieure du son française.

## Filmographie (sélection)

### Cinéma
- 1997 : Hantises de Michel Ferry
- 1997 : Nettoyage à sec d'Anne Fontaine
- 2004 : 5x2 de François Ozon
- 2005 : Le Temps qui reste de François Ozon
- 2005 : J'ai vu tuer Ben Barka de Serge Le Péron
- 2005 : De battre mon cœur s'est arrêté de Jacques Audiard
- 2007 : Faut que ça danse ! de Noémie Lvovsky
- 2008 : La Fille de Monaco d'Anne Fontaine
- 2009 : Un prophète de Jacques Audiard
- 2009 : Ricky de François Ozon
- 2010 : Le Refuge de François Ozon
- 2011 : Omar m'a tuer de Roschdy Zem
- 2012 : Dans la maison de François Ozon
- 2012 : De rouille et d'os de Jacques Audiard
- 2012 : Les Adieux à la reine de Benoît Jacquot
- 2013 : À la merveille (To the Wonder) de Terrence Malick
- 2013 : Jeune et Jolie de François Ozon
- 2013 : Perfect Mothers d'Anne Fontaine
- 2014 : L'Homme qu'on aimait trop d'André Téchiné
- 2014 : Dans la cour de Pierre Salvadori
- 2014 : Gemma Bovery d'Anne Fontaine
- 2016 : Chocolat de Roschdy Zem
- 2017 : L'Amant double de François Ozon
- 2017 : Marvin ou la Belle Éducation d'Anne Fontaine
- 2018 : Les Frères Sisters de Jacques Audiard
- 2019 : Les Envoûtés de Pascal Bonitzer
- 2020 : Police d'Anne Fontaine

### Télévision
- 2010 : Mafiosa (8 épisodes)

## Distinctions

### Récompenses
- César 2019 : César du meilleur son pour Les Frères Sisters avec Valérie de Loof et Cyril Holtz

### Nominations
- César du meilleur son :
  - au César 2006 pour De battre mon cœur s'est arrêté
  - au César 2010 pour Un prophète
  - au César 2013 pour De rouille et d'os et pour Les Adieux à la reine
  - au César 2017 pour Chocolat
  - au César 2021 pour Été 85